# Championnats d'Afrique de judo 2002
Navigation
Édition précédente Édition suivante
Les championnats d'Afrique de judo 2002 sont la 24e édition de cette compétition. Ils sont disputés du 4 au 7 octobre 2002 au Caire en Égypte. La Tunisie a remporté ces championnats en devançant l'Égypte au nombre de médailles d'argent. Au niveau individuel, l'Égyptienne Heba Hefny a cumulé les titres de sa catégorie et de l'open dames. 

## Tableau des médailles
| Rang  | Nation                           | Or | Argent | Bronze | Total |
| ----- | -------------------------------- | -- | ------ | ------ | ----- |
| 1     | Tunisie                          | 5  | 6      | 4      | 15    |
| 2     | Égypte                           | 5  | 2      | 4      | 11    |
| 3     | Algérie                          | 4  | 3      | 4      | 11    |
| 4     | Côte d'Ivoire                    | 1  | 0      | 1      | 2     |
| 5     | Sénégal                          | 1  | 0      | 0      | 1     |
| 6     | Maroc                            | 0  | 2      | 6      | 8     |
| 7     | Cameroun                         | 0  | 1      | 7      | 8     |
| 8     | Gabon                            | 0  | 1      | 1      | 2     |
| 9     | Maurice                          | 0  | 1      | 0      | 1     |
| 10    | Afrique du Sud                   | 0  | 0      | 2      | 2     |
| 11=   | Gambie                           | 0  | 0      | 1      | 1     |
| 11=   | Angola                           | 0  | 0      | 1      | 1     |
| 13=   | Burkina Faso                     | 0  | 0      | 0      | 0     |
| 13=   | Libye                            | 0  | 0      | 0      | 0     |
| 13=   | Mali                             | 0  | 0      | 0      | 0     |
| 13=   | République démocratique du Congo | 0  | 0      | 0      | 0     |
| 13=   | Seychelles                       | 0  | 0      | 0      | 0     |
| 13=   | Soudan                           | 0  | 0      | 0      | 0     |
| Total | Total                            | 16 | 16     | 31     | 63    |

## Podiums

### Femmes
| Épreuves                          | Or                             | Argent                               | Bronze                                                           |
| --------------------------------- | ------------------------------ | ------------------------------------ | ---------------------------------------------------------------- |
| Moins de 48 kg poids super-légers | Chahnez M'barki Tunisie        | Dolly Moothoo Maurice                | Soraya Haddad Algérie Ibtissam Zaoui Maroc                       |
| Moins de 52 kg poids mi-légers    | Hortense Diedhiou Sénégal      | Hayet Rouini Tunisie                 | Kaoutar Al Andaqi Maroc Ratiba Tariket Algérie                   |
| Moins de 57 kg poids légers       | Zohra Zemamta Algérie          | Karima Dhaouadi Tunisie              | Judith Esseng Abolo Cameroun Mariama Bangoura Guinée             |
| Moins de 63 kg poids mi-moyens    | Saida Dhahri Tunisie           | Zoubida Bouyacoub Algérie            | Henriette Möller Afrique du Sud Yasmin Sabra Égypte              |
| Moins de 70 kg poids moyens       | Léa Zahoui Blavo Côte d'Ivoire | Yousra Zribi Tunisie                 | Antonia Moreira Angola Mafeguim Honori Cameroun                  |
| Moins de 78 kg poids mi-lourds    | Houda Ben Daya Tunisie         | Mélanie Engoang Gabon                | Christelle Okodombe Foguing Cameroun Akissa Monney Côte d'Ivoire |
| Plus de 78 kg poids lourds        | Heba Hefny Égypte              | Samira Ch'hab Maroc                  | Insaf Yahyaoui Tunisie                                           |
| Open kg Toutes catégories         | Heba Hefny Égypte              | Christelle Okodombe Foguing Cameroun | Insaf Yahyaoui Tunisie Samira Ch'hab Maroc                       |

### Hommes
| Épreuves                          | Or                         | Argent                     | Bronze                                               |
| --------------------------------- | -------------------------- | -------------------------- | ---------------------------------------------------- |
| Moins de 60 kg poids super-légers | Omar Rebahi Algérie        | Makrem Ayed Tunisie        | Chadi El Daoua Égypte Jean-Claude Cameroun Cameroun  |
| Moins de 66 kg poids mi-légers    | Anis Lounifi Tunisie       | Amar Meridja Algérie       | Abdelouahed Idrissi Chorfi Maroc Amin El Hady Égypte |
| Moins de 73 kg poids légers       | Haitham El Hossainy Égypte | Nourredine Yagoubi Algérie | Ferid Kheder Tunisie Etoga Bernard Mvondo Cameroun   |
| Moins de 81 kg poids mi-moyens    | Salim Boutabcha Algérie    | Aboumedan El Sayed Égypte  | Hassen Moussa Tunisie Safouane Attaf Maroc           |
| Moins de 90 kg poids moyens       | Khaled Meddah Algérie      | Adil Laknifi Maroc         | Hesham Mesbah Égypte Rostand Melaping Cameroun       |
| Moins de 100 kg poids mi-lourds   | Bassel El Gharabawy Égypte | Sadok Khalgui Tunisie      | Sami Belgroun Algérie Justin Goosen Afrique du Sud   |
| Plus de 100 kg poids lourds       | Islam El Shehaby Égypte    | Anis Chedly Tunisie        | Mohamed Bouaichaoui Algérie Steve Nguema Ndong Gabon |
| Open kg Toutes catégories         | Anis Chedly Tunisie        | Islam El Shehaby Égypte    | Adil Belgaïd Maroc Rostand Melaping Cameroun         |